# André Zeitoun
André Zeitoun, né le 15 avril 1965, est un ancien combattant français de boxe thaïlandaise, devenu aujourd'hui coach de boxe thaïlandaise (muay thaï).

## Parcours sportif
Il est né dans une famille de boxeurs et a commencé les arts martiaux très jeune en, pratiquant le judo, le karaté et la boxe anglaise. En 1980, André Zeitoun s'inscrit au Yamatsuki Club de Paris, dirigé par Roger Paschy, pionnier de la boxe thaïlandaise en France. Il a également été formé par Christian Bahfir et Omar Benamar.
Champion de France junior de boxe thaïe en 1984 et 1985, il part en Thaïlande en 1986 pour parfaire sa technique. Il s’entraîne au Pat Ruang Luang tenu par Master Den. Il va conclure ce séjour par un combat au Lung Kee Stadium de Pattaya. André Zeitoun a disputé 19 combats, remportant 14 victoires et devenant champion de France classe B.

## Titres
Les titres obtenus par André Zeitoun sont les suivants:
- 2 fois Champion de Seine-Saint-Denis en Karaté Wado-Ryu.
- Champion de France Junior de Muay Thai (1984 et 1985).

## Enseignant et entraineur

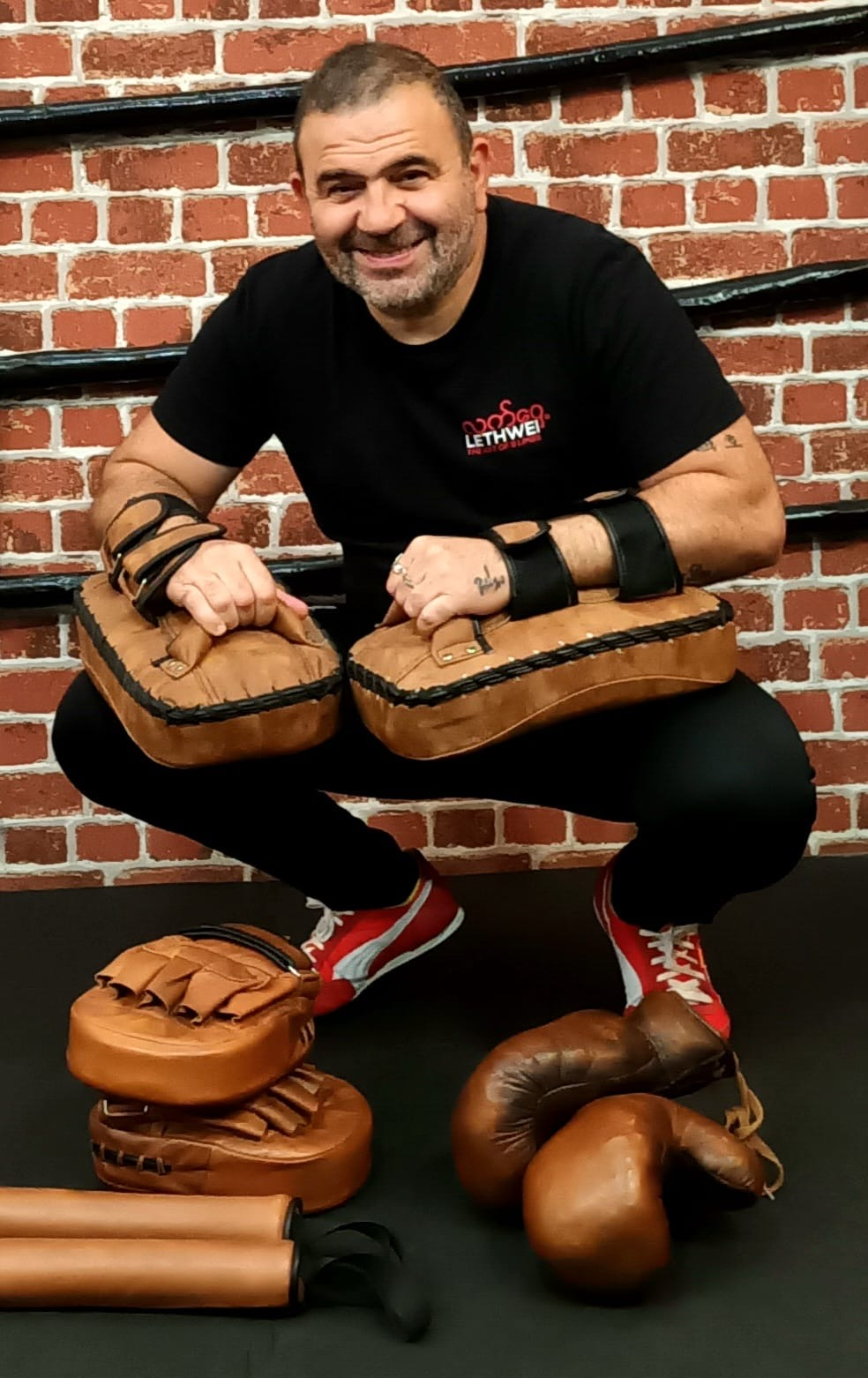
André zeitoun

En 1990, au sein du club Daumesnil, il ouvre une section de boxe thaïlandaise où il formera  de nombreux champions de renommée internationale tels que Jean-Charles Skarbowsky, Jérôme Le Banner, Johann Fauveau, Nenad Urladzic ou encore Abderahim Chafay,.
En 2004, il fonde son propre club, le Team Zeitoun, à Paris où il encadre des athlètes de tous niveaux, des débutants aux champions internationaux.
En plus de son activité à Paris, André Zeitoun est régulièrement invité à animer des stages et séminaires à travers le monde. Son expertise est recherchée en Europe, en Asie et aux États-Unis, où il partage son savoir-faire avec des pratiquants de tous niveaux.

## L'école Fujiwara

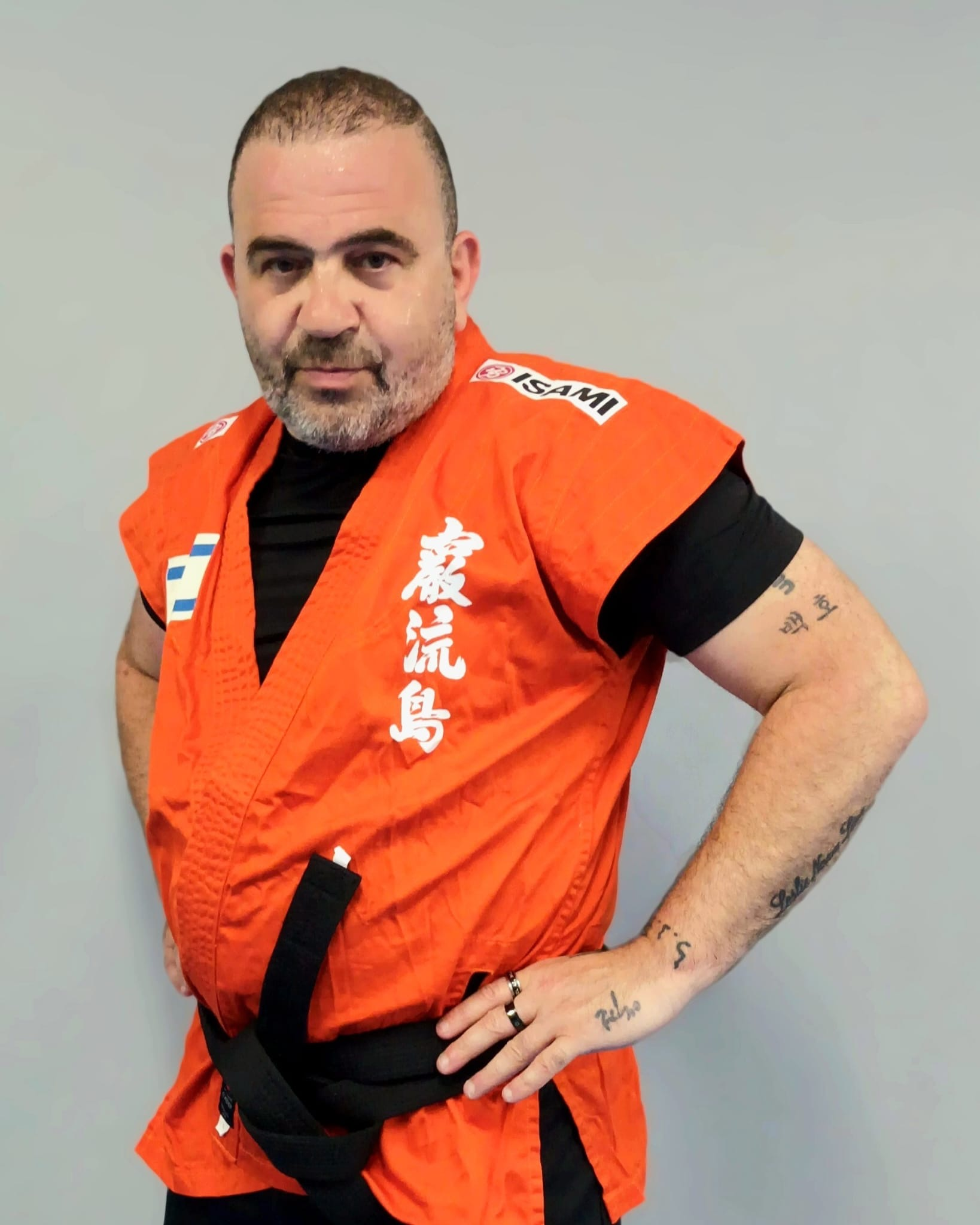
Andre Zeitoun

À partir de 1993 André Zeitoun fait la connaissance de son idole de jeunesse, Toshio Fujiwara qui devient son Maître. Toshio Fujiwara est une légende du Muay Thai japonais, connu pour être le premier étranger à remporter un titre de champion du Lumpinee Stadium en Thaïlande, un exploit exceptionnel dans l’histoire de ce sport. Il a joué un rôle clé dans la popularisation du Muay Thai en dehors de la Thaïlande, notamment au Japon, où il a inspiré de nombreux combattants. Son style se distinguait par sa puissance, sa précision, et sa capacité à s’adapter aux techniques traditionnelles thaïlandaises. André va devenir l’ami proche de Sensei Fujiwara et en 1999, la légende Nippone fera une série de stages et de démonstrations à paris et en province sur invitation d’André Zeitoun.

## Philosophie et Vision du Muay Thai
Pour André Zeitoun, le Muay Thai est bien plus qu'un sport de combat : c’est une école de vie. Il enseigne que chaque coup porté sur le ring doit être le reflet d'une discipline intérieure, d’un respect pour l’adversaire et d’une maîtrise de soi.
Sa pédagogie repose sur trois piliers:
1. La technique parfaite: Affiner chaque mouvement pour qu'il soit efficace et précis.
2. La discipline mentale: Apprendre à gérer le stress, à se concentrer et à rester résilient face aux défis.
3. Le respect des valeurs du Muay Thai: Humilité, courage, persévérance[9].

## Spécialisations internationales
Les spécialisations internationales d'André Zeitoun sont les suivantes:
- Thaïlande (1986): Formation au Camp Pat Ruang Luang, Chonburi, sous la direction de Master Den.
- Boxe Birmane (Lethwei): Diplômé de l’Académie Nationale de Rangoun (Myanmar, 1995).
- Shoot-Boxing: Certifié par Caesar Takeshi, Tokyo (Japon).
- Boxe Laotienne (Muay Lao): Diplômé de l’école Singkamh Pongpasith, Vientiane (Laos)[1],[10].

## Contributions littéraires et pédagogiques

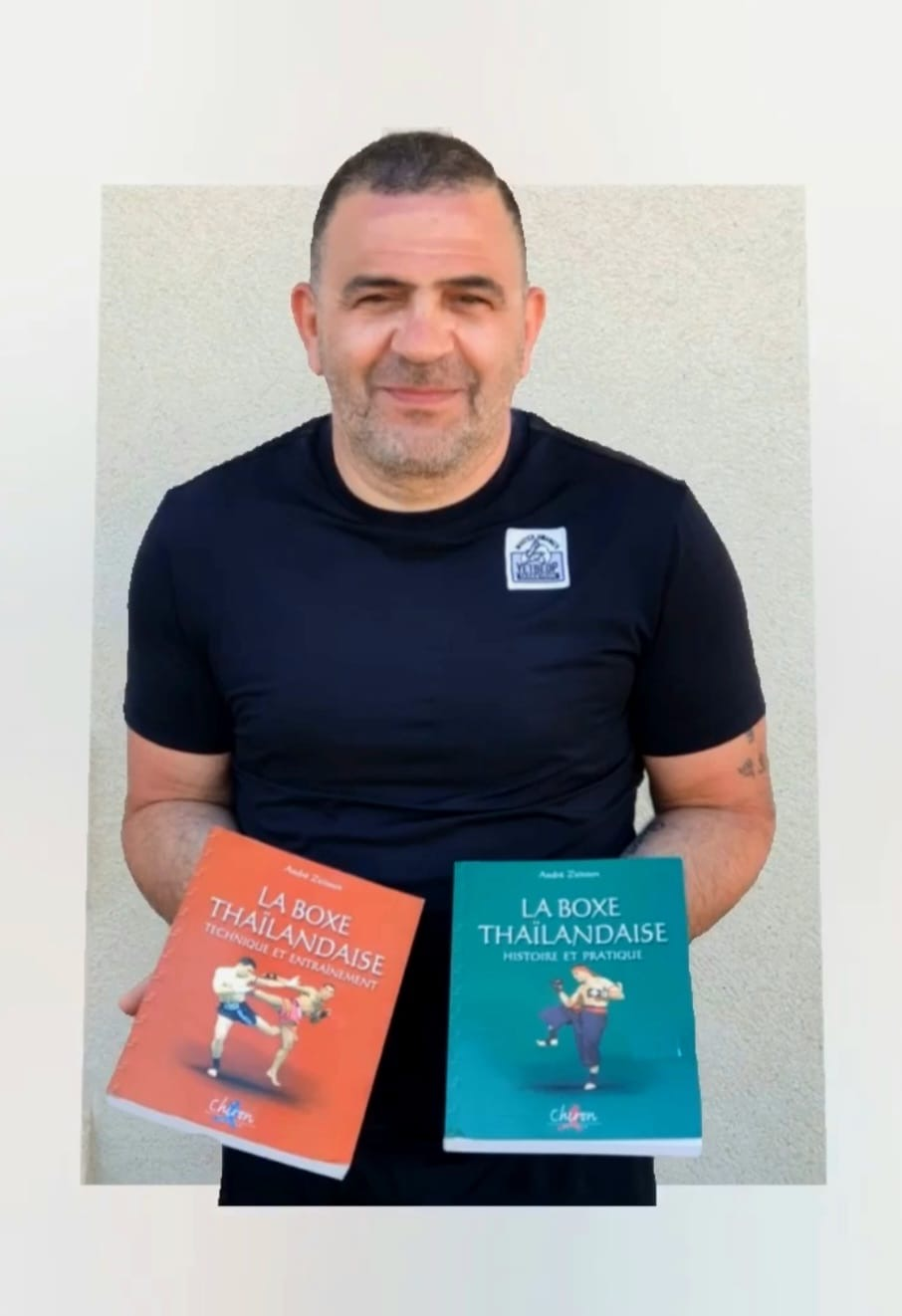
André Zeitoun Muay Thaï

Les contributions littéraires et pédagogiques d'André Zeitoun sont les suivantes,:  
Publications:
- "La Boxe Thaïlandaise: Histoire et Pratique" (Tome 1)
- "La Boxe Thaïlandaise: Techniques et Entrainement" (Tome 2)

Films pédagogiques:
- "L'art Guerrier du Muay-Thai", film DVD expliquant les bases et les techniques avancées

André Zeitoun est également actif sur les réseaux sociaux, notamment grâce à sa chaîne YouTube, où il publie des vidéos tous les dimanches. Il y décrypte des techniques de combat, propose des conseils d’entraînement, et analyse des combats légendaires, contribuant à la vulgarisation du Muay Thai pour un large public.
Chaîne en ligne pédagogique:
- "La Minute Muay-Thai by André Zeitoun", vidéos hebdomadaires sur les techniques, analyses de combats et interviews[12].